# Idaea vesubiata
Idaea vesubiata är en fjärilsart som beskrevs av Pierre Millière 1873. Idaea vesubiata ingår i släktet Idaea och familjen mätare. Inga underarter finns listade i Catalogue of Life.